# Транслитерация украинского алфавита латиницей
Латиниза́ция — передача текста и отдельных слов, записанных нелатинской графической системой, средствами латинского письма. Разновидностями латинизации являются транслитерация (точная передача оригинального написания с гарантией его обратного недвусмысленного воспроизведения при игнорировании произношения) и практическая транскрипция (передача произношения средствами конкретного языка при игнорировании оригинального написания).

## История
После обретения Украиной независимости в 1991 году встал вопрос о правилах передачи украинских собственных имён в их украинском варианте (до этого они, как правило, передавались в русском варианте). В первые годы независимости такая передача была бессистемной — либо по правилам орфографии конкретного языка, либо по системе Иречека (см. Украинская латиница), либо согласно нормам ISO 9. В Интернете часто используется также слегка видоизменённая система Федьковича.
С целью окончательной унификации латинского написания украинских слов 27 января 2010 г. Кабинет министров Украины издал постановление, в котором упорядочил правила транслитерации украинского алфавита латиницей, утвердив таблицу транслитерации.
Дискуссии по поводу правил передачи украинских слов латиницей, несмотря на утверждённый стандарт, продолжаются. Как правило, эти споры возникают между сторонниками славянской и английской орфографических традиций.
Для снятия всех дискуссий по передаче географических названий Министерство аграрной политики и продовольствия издало приказ от 29.07.2014 № 282, которым утвердило написание латиницей географических названий.

## Сводная таблица
| Кириллица | ISO 9 | Национальный стандарт | WWS (с транскрипцией МФА) |
| --------- | ----- | --------------------- | ------------------------- |
| А а       | a     | a                     | a [a]                     |
| Б б       | b     | b                     | b [b]                     |
| В в       | v     | v                     | v [w ~ v]                 |
| Г г       | g     | h*                    | h [ɦ]                     |
| Ґ ґ       | ģ     | g                     | g [ɡ]                     |
| Д д       | d     | d                     | d [d]                     |
| Е е       | e     | e                     | e [e]                     |
| Є є       | ê     | ie, ye*               | je [je, e]                |
| Ж ж       | ž     | zh                    | ž [ʒ]                     |
| З з       | z     | z                     | z [z]                     |
| И и       | i     | y                     | y [ɪ]                     |
| І і       | ì     | i                     | i [i]                     |
| Ї ї       | ï     | i, yi*                | ji [ji]                   |
| Й й       | j     | i, y*                 | j [j]                     |
| К к       | k     | k                     | k [k]                     |
| Л л       | l     | l                     | l [l]                     |
| М м       | m     | m                     | m [m]                     |
| Н н       | n     | n                     | n [n]                     |
| О о       | o     | o                     | o [o]                     |
| П п       | p     | p                     | p [p]                     |
| Р р       | r     | r                     | r [r]                     |
| С с       | s     | s                     | s [s]                     |
| Т т       | t     | t                     | t [t]                     |
| У у       | u     | u                     | u [u]                     |
| Ф ф       | f     | f                     | f [f]                     |
| Х х       | h     | kh                    | x [x]                     |
| Ц ц       | c     | ts                    | c [t͡s]                    |
| Ч ч       | č     | ch                    | č [t͡ʃ]                    |
| Ш ш       | š     | sh                    | š [ʃ]                     |
| Щ щ       | ŝ     | shch                  | šč [ʃt͡ʃ]                  |
| Ь ь       | ’     | <Опускается>          | ’ [–]                     |
| Ю ю       | û     | iu, yu*               | ju [ju, u]                |
| Я я       | â     | ia, ya*               | ja [ja, a]                |
| ’         | ’     | <Опускается>          | [–]                       |

* Примечания по национальной транслитерации: 1) буквосочетание «зг» воспроизводится латиницей как «zgh» (например, Згораны — Zghorany, Розгин — Rozghin) в отличие от «zh» — аналога украинской буквы «ж»; 2) там, где представлены два варианта, второй употребляется в начале слова, а первый — во всех остальных позициях.

## Недостатки официальной системы
Официальный вариант украинской латиницы распространяется фактически только на английский язык — в то время, как во всех остальных языках украинские собственные имена продолжают транскрибироваться по правилам конкретного языка, что противоречит мировой практике сохранять единое латинское написание конкретного собственного имени во всех языках.